# East Arcadia
East Arcadia é uma cidade  localizada no estado norte-americano de Carolina do Norte, no Condado de Bladen.

## Demografia
Segundo o censo norte-americano de 2000, a sua população era de 524 habitantes.
Em 2006, foi estimada uma população de 528, um aumento de 4 (0.8%).

## Geografia
De acordo com o United States Census Bureau tem uma área de
5,6 km², dos quais 5,6 km² cobertos por terra e 0,0 km² cobertos por água.

## Localidades na vizinhança
O diagrama seguinte representa as localidades num raio de 20 km ao redor de East Arcadia.